# Botswana National Olympic Committee
Das Botswana National Olympic Committee (IOC-Code: BOT, Abkürzung: BNOC) ist das Nationale Olympische Komitee, das den Staat Botswana vertritt. Das Komitee ist auch verantwortlich für die Repräsentation Botswanas bei den Commonwealth Games.

## Geschichte
Das Botswana National Olympic Committee (BNOC) wurde 1978 gegründet und 1980 vom Internationalen Olympischen Komitee anerkannt. Die erste Teilnahme bei den Olympischen Sommerspielen erfolgte bereits 1980. Das Land war seither immer bei den Sommerspielen vertreten.
Das BNOC betrieb auch Botswanas erfolgreiche Bewerbung für die 2. African Youth Games die vom 22. bis 31. Mai 2014 stattfanden.